# Castello di Montesegale
Il Castello di Montesegale è una fortificazione situata nell'omonimo comune italiano, in provincia di Pavia. L'edificio è posto a 350 m s.l.m. sull'altura che sovrasta il borgo, si trova nell'Oltrepò Pavese, su un rilievo che domina la valle del torrente Ardivestra.

## Storia
È probabilmente sorto su una torre preesistente risalente all'XI secolo. Federico Barbarossa concesse, l’8 agosto 1164, a Pavia molti castelli della valle Staffora tra cui Montesegale. In pochi anni passò ai conti palatini di Lomello e nel 1311 toccò al ramo dei Gambarana. Nel 1412 Facino Cane, dopo aver assediato Pavia, confermò il possesso ai Gambarana. Nel mese di settembre del 1415 il castello venne distrutto dal Carmagnola ed i militari che lo presidiavano furono condotti prigionieri a Voghera e Pavia, perché i signori di Montesegale non volevano essere sottoposti al Duca di Milano Filippo Maria Visconti che nel 1416 gli ritolse il castello. 
Il 4 luglio 1432 Paolo Serratico ebbe i feudi di Montesegale e Pizzocorno.
Il 22 aprile 1451 Ottino Gambarana ottenne da Francesco I Sforza il possesso dei beni di cui godevano gli altri Gambarana. Tra questi il castello di Montesegale. Negli anni a seguire in più occasioni i vescovi di Tortona confermarono ai conti Gambarana il feudo di Montesegale che passò da Andrea a Ludovico e Angelo Marco Gambarana. Il 30 agosto 1646 fu investito del feudo il conte Gerolamo Gambarana.
Oggi il castello è di proprietà della famiglia Jannuzzelli dal 1970, che lo ha completamente restaurato con minuziosa cura ed attenzione ai materiali riportandolo ai fasti di un tempo. In un'ala del castello è stato inaugurato nel 1980 un Museo di Arte Contemporanea che ha ospitato numerose mostre di importanti artisti viventi presentate da noti critici d'arte; si sono svolti anche concerti di musica classica nell'anfiteatro nell'ala dove è situato il Museo.

## Struttura
Il castello ha una struttura complessa e molto articolata, un insieme di cortili ed edifici di epoche diverse, situati all'interno di una cinta muraria fortificata dotata di torri a base quadrate e di mura scarpate con merlature ghibelline.
Nella parte sommitale sorge un ampio terrapieno bastionato sul quale insistono una rocchetta e una torre, che stando a quanto si può indurre dai documenti sarebbe la parte originale del castello.

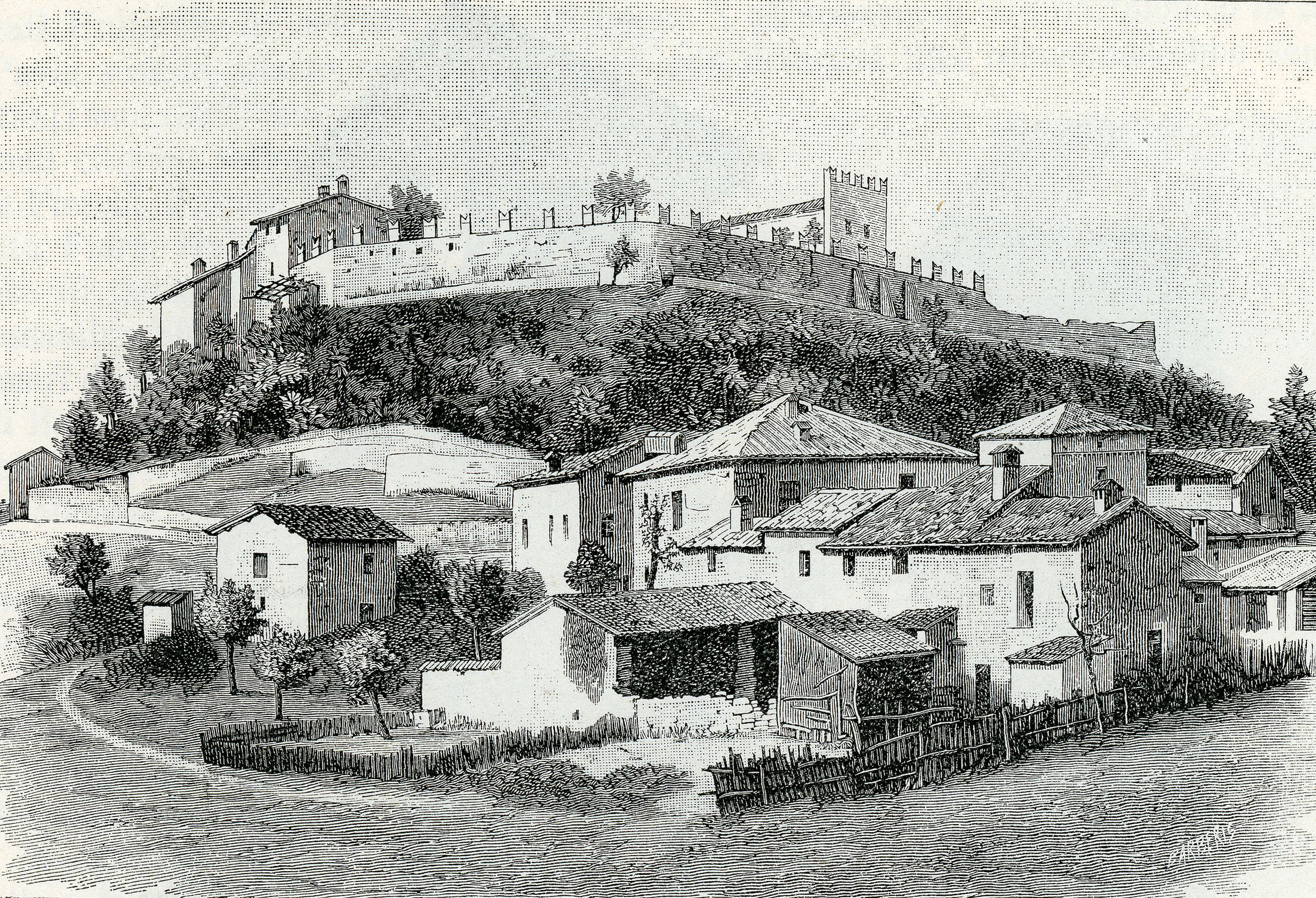
Montesegale: antico castello, (xilografia di Barberis 1890).